# Lito Fontana

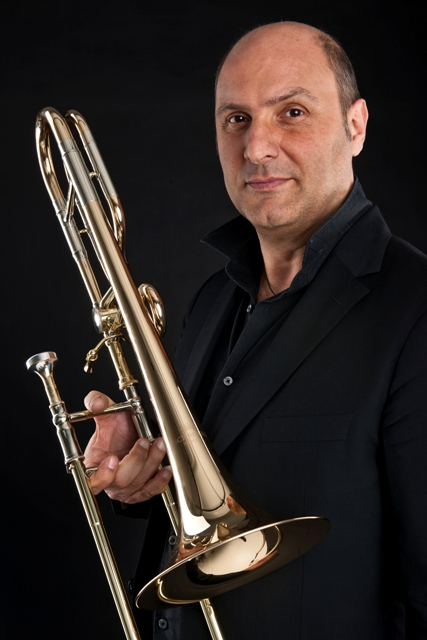
Lito Fontana

Lito Fontana (* 2. Dezember 1962 in Josè C. Paz (Buenos Aires/Argentinien)) ist ein italienisch-argentinischer Posaunist.

## Leben
Fontana begann seinen ersten Musikunterricht im Alter von sieben Jahren mit der klassischen Gitarre. Als er mit 11 Jahren mit der Familie nach Italien übersiedelte, wechselte er das Instrument und studierte am Konservatorium „G. Rossini“ in Pesaro Posaune, wo er sich auch diplomierte.
Er wurde Mitglied verschiedener Bläserensembles, des Fernsehorchesters RAI engagierte ihn für Aufnahme von Filmmusik und gleichzeitig arbeitet er mit Billy Cobham und Chet Baker zusammen. Das Orchestra Internazionale d’Italia sowie die Camerata Musicale Pescarese beriefen ihn als ersten Posaunisten.
1991 zog er nach Österreich und wurde Mitglied der Haller Stadtpfeifern, er gründete in dieser Zeit das Posaunenquartett Trombonisti Italiani und arbeitete vor allem mit der Bläsergruppe Juvavum Brass aus Salzburg zusammen gemeinsam mit Hans Gansch, Lorenz Raab und Gábor Tarkövi. Mit Juvavum Brass machte er Tourneen mit dem amerikanischen Trompeter Allen Vizzutti und dem Australier James Morrison.
Auf seiner Suche nach neuen Emotionen und Herausforderungen arbeitete er mit verschiedenen Formationen aus verschiedenen musikalischen Richtungen zusammen. Er ist sowohl Soloposaunist der Brass Band Fröschl Hall als auch der Brass Band Oberösterreich, mit denen er den 3. Platz bei den European Brass Band Championship 2010 belegte. Prägend für ihn war die Zusammenarbeit mit dem österreichischen Komponisten Werner Pirchner, dessen verschiedene Filmmusiken (unter anderem Untersuchung an Mädeln), die Signation von Radio Austria International und die Wiener Festwochen Fanfaren wurden.
2008 und erneut 2010 wurde er vom Online Brass Magazine 4barsrest in die Brass Band des Jahres als einer der weltbesten Posaunisten in dieser Szene gewählt.
Seine Solo-CD When I walk alone wurde 2011 von 4barsrest unter die 5 besten Brass Solo-CDs des Jahres weltweit nominiert.
2012 entwickelte er in Zusammenarbeit mit der Firma SCHAGERL seine neue Tenorposaune Schagerl„Fontana“.
Lito hat mit verschiedenen Formationen an den Festivals Tiroler Festspielen, Klangspuren Schwaz, Sauerländer Herbst, Schagerl Festival teilgenommen und trat als Solist beim Spanish Brass Festival in Valencia, MIDEUROPE in Schladming, den Musikfestivals in Budapest und Vilnius auf.
Er war Gastsolist beim Symphonic Wind Orchester aus Meran, Brassbands in Holland und Deutschland und arbeitete mit Branimir Slokar, Stephan Schulz, Vince DeMartino, Frank Pulcini, Ab Koster, Spanish Brass, Steven Mead, Oystein Baadsvik, Pat Sheridan, Leonard Candelaria, Roland Szentpàli, Josè P. Vilaplana, James Watson, Johann de Meij, Gabor Tarkövi, John Sass, Florian Klingler und T. Dokshizer zusammen.
Er war Jurymitglied bei nationalen und internationalen Wettbewerben und ist Dozent an der Musikschule Hall sowie ehemaliger Dozent der Konservatorien von Bozen und Perugia und gab Workshops und Masterclasses in Europa.
Lito lebt mit seiner Familie in Innsbruck.

## Diskografie

### Solo-CDs
- A mi manera 2014
- When I walk alone (RCR 0981) 2009
- Toscana Romantica (MCP 169.084) 1996

### Mit dem Posaunenquartett Trombonisti Italiani
- tarantella 0-2-2-2-3-2-… (RCR 0132) 2001
- Bossa&Bond (RCR 0383) 2003
- 4 valves / 4 slides (con [ Steven Mead]) (RCR 0405) 2006
- Colours of the World (con Steven Mead) (RCR 0651) 2007

### Mit Brass Quintett
- Best of Haller Stadtpfeifer (RCR 9904) 2004
- Benefizkonzert für Kosovo (RCR 9907) 2003
- Brass Band Hall & Haller Stadtpfeifer (Nuova Records 3391) 1999
- Tiroler Klänge unserer Zeit (RCR 0525) 1996

### Mit Brassband
Brassband Oberösterreich:
- Special Moments (SW 010350-2)) 2010
- Red Pack (SW 010318-2) 2008

Brassband Fröschl Hall:
- Fantastic Brass (RCR 1096) 2010
- 20 Jahre Live (RCR 0871) 2008
- In Concert (RCR 0658) 2007
- Entertaining Brass (RCR 0538) 2004
- Symphonic Brass & Folk Music 2003